# デープリング
デープリング（ドイツ語: 19. Bezirk, Döbling, Doebling [ˈdøːblɪŋ] ( 音声ファイル)）はウィーンの行政区の第19区である。
ウィーン中心部の北部に位置しており、アルザーグルント（第9区）、ヴェーリング（第18区）の北側の地区である。ウィーンの森との境界にもなっている。ウィーン郊外の住宅地区として多くの住宅地が広がっており、グリンツィング、ジーフェリング、ノイシュティフト・アム・ヴァルデ、カースグラデンなど高級住宅地がある。多くのホイリゲなども立地している。ウィーンではもっとも有名な集合住宅であるカール・マルクス・ホーフや、アメリカンスクールも区内に位置している。

## 地理

### 位置
デープリングはウィーンの北西部にあり、ウィーンの森からドナウ川とドナウ運河にかけての傾斜地でドナウ運河は東側の区との境界となっている。ドナウ川はデープリングとフローリツドルフ（第21区）との境界となっており、ドナウ運河はブリギッテナウ（第20区）との境界となっている。南側を通る環状道路ギュルテルはアルザーグルントとの境界となっている。

### 地勢
デープリングの32.6%は市街地となっていて、そのうち85.2%は住宅地になっている。緑地は51.8%（ウィーン全体では48.3%）を占めており、ウィーンの行政区内で5番目に緑の多い区となっている。そのうち14.9%は農地に使われており、主に葡萄園に使われておりワインで有名な地となっている。緑地のうち25.4%は森林で、5.3%は牧草地、2.7%は小規模な庭園、2.5%は公園、0.9%はスポーツ施設、レクリエーション施設などに使われている。残りの11.0%は道路などの交通用地、4.6%は水域となっている。

### 丘陵地

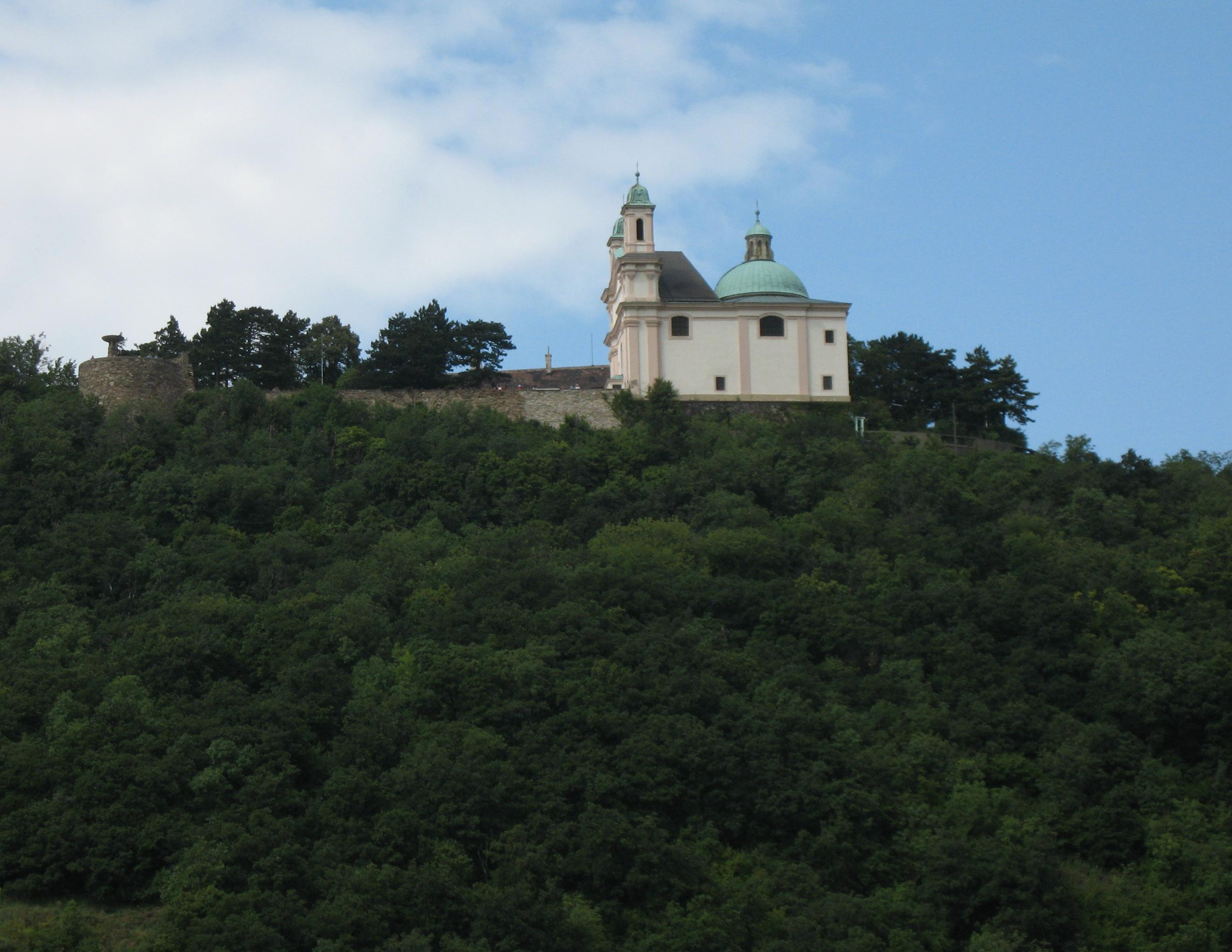
レオポルツベルクの丘

ウィーンの森がデープリング区域の大部分を占めることもあって、区内には多くの丘がある。多くはニーダーエスターライヒ州や隣の区との境界上に位置している。一番高い丘は、ヘルマンスコーゲル (Hermannskogel) で海抜542 mであるが、デープリングのシンボルとなるのは484 mのカーレンベルク (Kahlenberg) と、その近くにある427 mのレオポルツベルク (Leopoldsberg) である。他にも、ハイリゲンシュタットにあるホーエ・ヴァルテ、グリンツィングのフンガーベルク (Hungerberg)、ジーフェリングのハッケンベルク (Hackenberg) などの丘がある。

### 水路

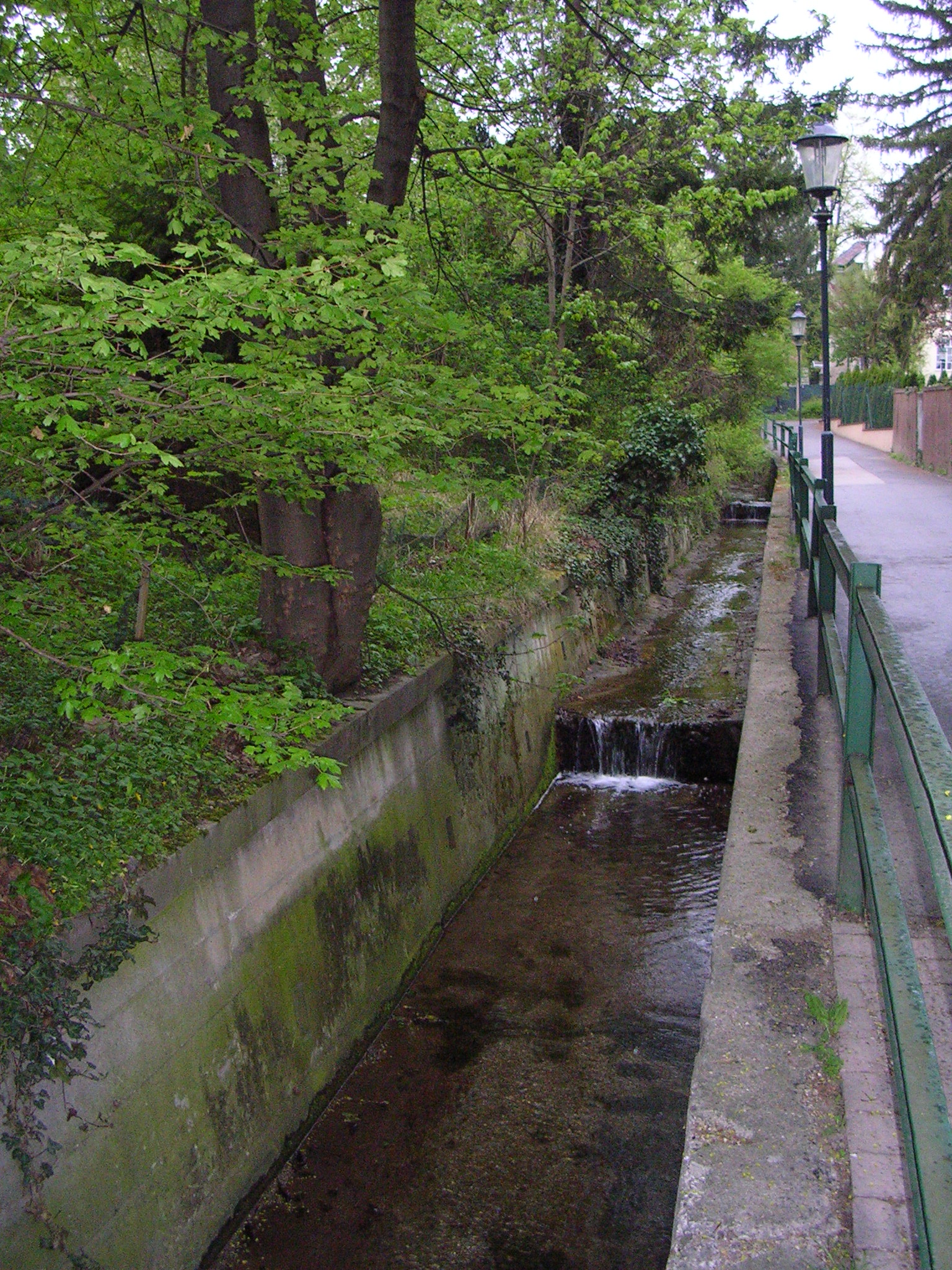
ヌスドルフの水路

デープリングには多くの川が流れているが、現在ではその多くは水路化されているか、暗渠となっている。森林内の川を除いてそれらはドナウ運河に流れ込む。流域はウィーンの森の砂岩地帯であるため、通常の量以上の水を集めることがある。多くの水が集まるため、特にクロッテンバッハ (Krottenbach) 川沿いでは何度も洪水が起こっている。クロッテンバッハ川はかつてはデープリングにとって最も重要な川であったが、現在はほぼ全域で地下を流れている。

## 構成地域
デープリングは以下の11地域から構成される。
- グリンツィング (Grinzing)
- ハイリゲンシュタット (Heiligenstadt)
- ヨーゼフスドルフ (Josefsdorf)
- カーレンベルガードルフ (Kahlenbergerdorf)
- ノイシュティフト・アム・ヴァルデ (Neustift am Walde)
- ヌスドルフ (Nußdorf)
- オーバーデープリング (Oberdöbling)
- ザルマンスドルフ (Salmannsdorf)
- ウンターデープリング (Unterdöbling)
- オーバージーフェリング (Obersievering)
- ウンタージーフェリング (Untersievering)

## 歴史
デープリングに人が住み始めたのは5,000年以上前とされている。デープリング・ヌスドルフ・ハイリゲンシュタットにかけての一帯は、現在のジマリング（11区）・ラントシュトラーセ（3区）を除くと、ウィーンでも最も古くから人が住んでいた地域と考えられている。レオポルツベルクの丘には砦を持つ武装した村があり、周囲の村々の住民は危機が迫るとここに避難していた。当時ここに住んでいた人々については詳細が判明していないが、ドナウラント (Donauland) 文化に属する人々として分類されている。ただし彼らはインド・ヨーロッパ語族ではなく、インド・ヨーロッパ語族の人々がウィーンに住むようになったのは、1,000年ほど後になってイリュリア人とケルト人が混じるようになってからである。
紀元前1世紀の終わりごろにウィーンはローマ帝国の一部となり、紀元後9年からはパンノニアに属するようになった。現在のデープリングにおけるローマ人の活動は、ハイリゲンシュタットで見つかっているリメス、ジーフェリングで発見されているミトラ教寺院、ハイリゲンシュタットの教会で発見されたローマ時代の墓地などに痕跡が見られる。ローマ時代、ジーフェリングには大きな石切り場があり多数の労働者が居住していた。さらに住民の生活の糧を得る手段としてブドウ栽培も行われており、ローマ人がやって来る以前より栽培が行われていたと考えられている。
デープリングは戦略上の地点として何度も占拠や略奪に見舞われた。1482年に始まったハンガリー王マーチャーシュ1世のウィーン侵攻、1529年に起きた第一次ウィーン包囲、1683年の第二次ウィーン包囲などである。また1618年からの三十年戦争はデープリングに経済的困難をもたらし、1679年と1713年のペスト大流行では多くの死者が出た。
一方、18世紀後半からデープリングは着実な発展を遂げていった。デープリングは丘が多く森で覆われた地域が広がっているため、貴族の猟場として使われていた。またこの地形は多くのワイン生産者も惹きつけた。これにより、貴族たちが狩猟小屋を作ったり、ウィーン市民がホイリゲでくつろいだりする場所として繁栄していった。開発された村は人口の増加に伴って大きくなり、1892年にウィーンと統合され行政区としてのデープリングが発足した。
デープリングはその後も中産・上流階級の地域として開発が進んでいったが、一方でハイリゲンシュタット通りとドナウ運河に挟まれた地域は工場地帯となっていった。オーストリアの第一次世界大戦敗戦を受けて安価な住宅の大量供給が急務となった結果、社会民主党率いるウィーン市政府は市内各地区に公共住宅を計画し、デープリングでもカール・マルクス・ホーフなど数多くが建設された。1938年のアンシュルス後、デープリングに暮らしていた4,000人ほどのユダヤ人（区内人口のおよそ7%）への迫害が強まり、水晶の夜では多くの破壊が行われたほか、1939年からは区内に残っていた2,000人あまりのユダヤ人も強制収容所に送られた。
第二次世界大戦後、デープリングにはさらに多くの集合住宅が建つようになり、住宅地域と工場地帯の混在する地区としての性格は失われていった。終戦時点で約20,000戸だったデープリング区内の集合住宅は2001年には39,608戸まで増加している。この期間に区内で建設された集合住宅の中で最も大規模なものが、ビール醸造所跡に建てられたコペンハーゲン・ホーフ (Kopenhagen-Hof) である。

### 語源
デープリングが最初に文献上に現れたのは1114年のことで、「de Teopilic」と記されていた。この名はスラヴ語の topl'ika から来たもので「沼沢の多い地」や「じめじめした場所」という意味である。区内を流れるクロッテンバッハ川と関係しているという説や、または古代スラヴ語の Toplica（暖かい流れの意）から来ているとする説もある。その後は Toblich や Töbling, Tepling などと表記されてきたが、1892年に行政区として成立した際には、区内で最も栄えていたオーバーデープリングから Döbling の名が付けられた。

## ゆかりの人物
- ルートヴィヒ・ヴァン・ベートーヴェン：作曲家。この地でハイリゲンシュタットの遺書を書いている。
- フランツ・グリルパルツァー：劇詩人
- ヨーゼフ・ランナー：作曲家
- ヨハン・シュトラウス1世：作曲家・指揮者
- ヨハン・シュトラウス2世：作曲家・指揮者・ヴァイオリニスト
- フーゴ・ヴォルフ：作曲家・音楽評論家
- コロマン・モーザー：デザイナー
- レフ・トロツキー：政治家
- フランツ・ヴェルフェル：小説家・劇作家・詩人
- クルト・ゲーデル：数学者・論理学者
- ブルーノ・クライスキー：政治家
- フランツ・フラニツキー：政治家
- ロミー・シュナイダー：女優
- モハメド・エルバラダイ：国際原子力機関事務局長
- ヨー・ガルトナー：F1レーサー

## 姉妹都市
- 日本 東京都世田谷区